# Bradyon
Un bradyon ou tardyon (de brady — lent en grec) est une particule élémentaire qui se déplace à une vitesse inférieure à c (vitesse de la lumière dans le vide, cette précision étant généralement sous-entendue).
"Tardyon" et "bradyon" sont des néologismes d'usage marginal.

## Classification des particules par vitesse
Suivant la théorie de la relativité, on peut classer les particules en trois catégories :
- une particule se déplaçant à une vitesse inférieure à c est un bradyon ;
- une particule se déplaçant à une vitesse exatement égale à c est un luxon ;
- une particule se déplaçant à une vitesse supérieure à c est un  tachyon. Ce cas est tout à fait hypothétiques. C'est cependant à cause de l'introduction du concept de tachyon qu'on a, par opposition, inventé la notion de « bradyons ».

Considérons maintenant la forme avec facteur de Lorentz de l'équivalence masse-énergie, {\displaystyle m} étant la masse au repos :
{\displaystyle E=\gamma _{v}mc^{2}={\frac {mc^{2}}{\sqrt {1-{\frac {v^{2}}{c^{2}}}}}}.}
On voit immédiatement que compte-tenu de leurs vitesses, pour que toutes les particules aient pour énergie une quantité réelle et non nulle (une particule qui perd toute son énergie cesse d'exister, comme un photon lorsqu'il est absorbé), on trouve ces contraintes sur les masses des particules : les bradyons ont une masse au repos réelle et non nulle, alors que celle des luxons est nulle, et celle des tachyons, un nombre imaginaire pur. Il s'agit même d'une définition équivalente.
Cette propriété des tachyons n'est pas aussi invraisemblable qu'il y parait, car il n'y a que pour les bradyons que la masse au repos a vraiment un sens physique (eux seuls peuvent justement être au repos).

### Autre hypothèse
Les superbradyons sont une autre hypothèse de particules supraluminiques, c'est-à-dire se déplaçant à une vitesse supérieure à c. Formellement, ils ont une masse au repos positive, et se comportent comme des bradyons. Simplement, la vitesse indépassable dans leur cas est très supérieure à c.
Les superbradyons sont cependant une hypothèse largement moins admise encore que les tachyons, même comme interprétation.

## Exemples
Les tachyons étant hypothétiques, presque tous les particules sont des bradyons. Seuls les photons et les gluons sont confirmés comme étant des luxons. Le graviton, s'il existe, est un luxon.
Le neutrino est bien un bradyon, même si sa masse est trop faible pour être observée directement, et sa différence de vitesse avec c également impossible à mettre en évidence. L'expérience du Super-Kamiokande a en effet démontré qu'il a une masse non nulle, sans toutefois permettre de la mesurer.
Toutes les particules chargées sont des bradyons. Le neutrino étant un bradyon, on peut aussi dire que tous les fermions sont des bradyons. Cela inclut les quarks et les particules composées de quarks.

## Sources
1. Journal of Mathematical Physics
2. Smithsonian/NASA ADS Physics Abstract Service
3. International Journal of Mathematics and Mathematical Sciences
4. Physical Review Online Archive